# Катарина фон Вюртемберг (1821 – 1898)
Катарина Фридерика Шарлота фон Вюртемберг (на немски: Katharina Friederike Charlotte Prinzessin von Württemberg; * 24 август 1821, Щутгарт; † 6 декември 1898, Щутгарт) е принцеса от Вюртемберг и чрез женитба принцеса на Кралство Вюртемберг, майка на крал Вилхелм II фон Вюртемберг.

## Произход
Тя е дъщеря на крал Вилхелм I фон Вюртемберг (1781 – 1864) и втората му съпруга принцеса Паулина фон Вюртемберг (1800 – 1873), дъщеря на принц Лудвиг фон Вюртемберг (1756 – 1817) и принцеса Хенриета фон Насау-Вайлбург (1780 – 1857). Сестра е на Карл I (1823 – 1891), който от 1864 г. е крал на Вюртемберг, и полусестра на София Фридерика Матилда (1818 – 1877), кралица на Нидерландия, омъжена през 1839 г. за крал Вилем III (1817 – 1890).

## Фамилия
Катарина фон Вюртемберг се омъжва на 20 ноември 1845 г. в Щутгарт за братовчед си Фридрих фон Вюртемберг (* 21 февруари 1808, дворец Комбург до Швебиш Хал; † 9 май 1870, Щутгарт), големият син на принц Паул фон Вюртемберг (1785 – 1852), братът на баща ѝ, и първата му съпруга принцеса Шарлота фон Саксония-Хилдбургхаузен (1787 – 1847). Баща му е против женитбата им. Те имат един син:
- Вилхелм II (* 25 февруари 1848, Щутгарт; † 2 октомври 1921, дворец Бебенхаузен, Тюбинген), крал на Вюртемберг (1891 – 1918), абдикира на 29 ноември 1918 г., женен I. на 15 февруари 1877 г. в Аролзен за принцеса Мария фон Валдек-Пирмонт (* 23 май 1857; † 30 април 1882), II. на 30 май 1862 г. в Десау за принцеса Шарлота фон Шаумбург-Липе (* 10 октомври 1864; † 16 юли 1946)
- дъщеря (*/† 7 септември 1850, Щутгарт)